# Parupeneus rubescens
Parupeneus rubescens es una especie de peces de la familia Mullidae en el orden de los Perciformes.

## Morfología
• Los machos pueden llegar alcanzar los 43 cm de longitud total.

## Distribución geográfica
Se encuentra desde el Mar Rojo y el Golfo Pérsico hasta Sudáfrica y el oeste del Pacífico.

## Hábitat
Es un pez de mar.